# Hyomys
Hyomys is een geslacht van knaagdieren uit de muizen en ratten van de Oude Wereld dat voorkomt op Nieuw-Guinea. De beide soorten leven in de bergen, van 1300 tot 2800 m hoogte (inclusief de Vogelkop en het Huonschiereiland, maar exclusief de bergen in het noorden).
Het zijn enorme ratten (kop-romplengte 300 tot 390 mm) met brede voortanden en hooggekroonde kiezen. De staart is kort en onbehaard en is bedekt met grote, ruitvormige schubben. De oren zijn wit.
Er zijn twee soorten:
- Hyomys dammermani (ten westen van het Mount Hagen-gebied)
- Hyomys goliath (ten oosten van het Mount Hagen-gebied)